# Murici
Murici este un oraș în statul Alagoas (AL) din Brazilia.